# Julio César Baldivieso
Julio César Baldivieso Rico (Cochabamba, 2 dicembre 1971) è un allenatore di calcio ed ex calciatore boliviano, di ruolo centrocampista.

## Carriera

### Allenatore
Il 19 luglio 2009 ha fatto esordire il figlio dodicenne, Mauricio, in una partita della massima serie boliviana: ritenendo prematuro il debutto, la società Club Aurora procede tuttavia al licenziamento pochi giorni più tardi.

## Palmarès

### Giocatore

#### Competizioni nazionali
- Campionato boliviano: 4

Bolivar: 1992, 1994, Clausura 1996
Aurora: Clausura 2008
- Copa Simón Bolívar: 1

Aurora: 2002
- Coppa dello Sceicco Jassem: 1

Al-Wakrah: 2004
- Campionato venezuelano: 1

Caracas: 2003-2004